# ポーボーイ

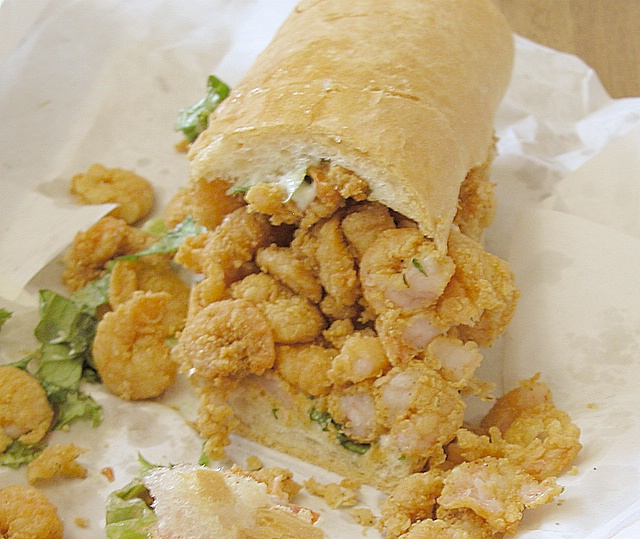
小エビを使ったポーボーイ

ポーボーイ（英語: po' boy）は、アメリカ合衆国ルイジアナ州の伝統的なサンドイッチ。ポーボーイ・サンドイッチと呼ぶ場合もある。

## 概要
小さなエビにコーンミールを衣にして揚げたものを複数（多いときは10匹以上）フランスパンのようなバゲットのパンに挟む。
1920年代に路面電車会社の従業員がストライキを行った際に、以前は路面電車会社に勤めていたことのあるレストラン経営者がストライキ中の従業員に無料で振る舞ったサンドイッチだと言われている。レストラン経営者は従業員を貧乏人、プアボーイ（英: poor boy）と呼んでいたことから、これが縮まってポーボーイと呼ばれるようになった。
エビに替えて、他の具材が使用されることもある。後述のオイスター、ローストビーフ、フィッシュフライ以外にもザリガニ、ナマズ、ソフトシェルクラブといったケイジャン料理によく使われる食材がポーボーイにも使用される。

## オイスター・ポーボーイ
エビに替わって、カキ（オイスター）のフライを使用したサンドイッチ。

## ローストビーフ・ポーボーイ

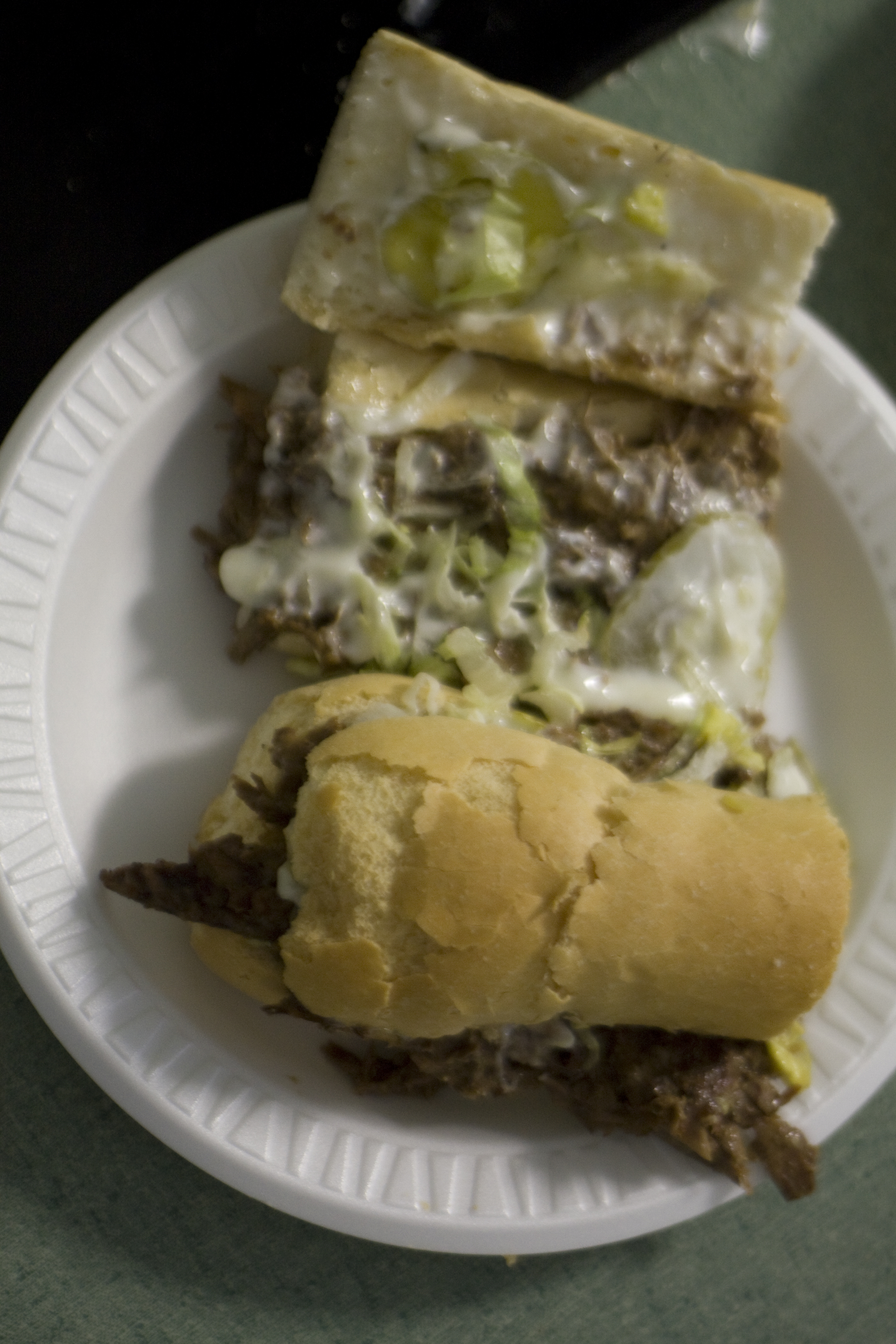
ローストビーフ・ポーボーイ

エビに替わって、ローストビーフを使用したサンドイッチ。

## ケイジャン・パーチ・ポーボーイ
エビに替わって、魚、主にタイセイヨウアカウオ（オーシャンパーチ）のフライを使用したサンドイッチ。エビと比べると大きいので、1つのサンドイッチに挟むフィッシュフライは1枚か2枚である。